# Hannah Jones (Leichtathletin)
Hannah Jones (* 5. Oktober 1995) ist eine australische Hürdenläuferin, die sich auf die 100-Meter-Distanz spezialisiert hat.

## Sportliche Laufbahn
Ihren ersten Wettkampf bei internationalen Meisterschaften bestritt Hannah Jones im Jahr 2023, als sie bei den Weltmeisterschaften in Budapest mit 13,05 s in der ersten Runde über 100 m Hürden ausschied.

## Persönliche Bestzeiten
- 100 m Hürden: 12,91 s (+0,5 m/s), 5. Juni 2021 in Gold Coast